# Хаджъфакълъ
Хаджъфакълъ (на турски: Hacıfakılı)  е село в Източна Тракия, Турция, Околия Бунархисар, Вилает Лозенград (Къркларели).

## География
Селото се намира на 15 километра северно от Бунархисар.

## История
В XIX век Хаджъфакълъ е българско село в Бунархисарска кааза на Одринския вилает на Османската империя. Според „Етнография на вилаетите Адрианопол, Монастир и Салоника“, издадена в Константинопол в 1878 година и отразяваща статистиката на населението от 1873 година, Хаджи факлъ (Hadji fakli) има 50 домакинства и 236 българи.